# Transakcje depozytowo-kredytowe
Transakcje depozytowo-kredytowe powstają na skutek połączenia kredytów refinansowych, które są udzielane bankom komercyjnym przez bank centralny oraz depozytów przyjmowanych od banków komercyjnych przez bank centralny. Transakcje te umożliwiają bankom komercyjnym, w zależności od ich bieżącej sytuacji finansowej, zawieranie następujących umów z bankiem centralnym: założenia jednodniowej lokaty terminowej (depozytu) lub uzyskania jednodniowego kredytu (O/N, overnight). Zawarcie umowy kredytu umożliwia bankom komercyjnym pozyskanie pieniądza w banku centralnym, który staje się tzw. kredytodawcą ostatniej instancji. Instrument ten ma charakter zautomatyzowany – tzn. bank centralny udziela kredytu, o ile bank komercyjny spełnia warunki określone w aktach prawnych banku centralnego, w szczególności dotyczące ustanowienia zabezpieczenia kredytu.
Transakcje depozytowo-kredytowe stanowią istotne uzupełnienie dla operacji otwartego rynku przeprowadzanych z inicjatywy banku centralnego. Dotyczy to sytuacji, gdy bank centralny ma problem z precyzyjnym zaplanowaniem płynności sektora bankowego. Pojawia się ryzyko, że operacje otwartego rynku przeprowadzone przez bank centralny nie wyeliminują wahań rynkowych stóp procentowych na rynku międzybankowym. Wówczas transakcje depozytowo–kredytowe mogą zawęzić przedział wspomnianych wahań – od dołu poprzez zastosowanie stopy jednodniowego depozytu, zaś od góry w wyniku istnienia stopy jednodniowego kredytu.
W ustawie o Narodowym Banku Polskim wymienione są następujące formy refinansowania się banków komercyjnych w banku centralnym:
1. Do określonej kwoty na rachunku kredytowym.
2. Pod zastaw papierów wartościowych (kredyt lombardowy).
3. W innej formie określonej przez zarząd NBP np. nieoprocentowany kredyt techniczny.

## Kredyt lombardowy
Jest on najczęściej wykorzystywaną formą refinansowania się banków komercyjnych w banku centralnym. To forma krótkookresowej pożyczki udzielanej bankom komercyjnym pod zastaw papierów wartościowych. Jest on oprocentowany według obowiązującej stopy lombardowej, której wysokość ustala Rada Polityki Pieniężnej. Umożliwia on pokrywanie krótkookresowych niedoborów płynności. Udzielany jest na następujących zasadach:
- zastawem są prawa z papierów wartościowych,
- wysokość kredytu zależy od wartości nominalnej papierów wartościowych oraz od ustalanego przez NBP wskaźnika pomniejszenia wartości nominalnej papierów wartościowych zabezpieczającego przed ryzykiem finansowym,
- termin spłaty kredytu przypada w następnym dniu operacyjnym po dniu jego udzielenia,
- warunkiem udzielenia kredytu jest uprzednia spłata wcześniej zaciągniętego kredytu.

Zgodnie z polskimi przepisami kredyt lombardowy stanowi rodzaj kredytu refinansowego, którego zadaniem jest zapewnienie płynności bankom komercyjnym w sytuacji jej zachwiania.

## Operacje depozytowe
Zgodnie z ustawą o Narodowym Banku Polskim w ramach realizacji polityki pieniężnej NBP może otwierać rachunki lokat terminowych, zwanych depozytami na koniec dnia. Lokata terminowa w formie depozytu na koniec dnia umożliwia bankom zdeponowanie w banku centralnym krótkookresowych, jednodniowych depozytów. Są one przekazywane na rachunek banku centralnego do końca dnia operacyjnego. W następnym dniu roboczym zwracane są zdeponowane środki wraz z należnymi odsetkami, naliczanymi według zmiennej stopy, zwanej stopą depozytową. Jej wysokość ustala Rada Polityki Pieniężnej. Stopa ta powinna się kształtować na poziomie niższym od stopy referencyjnej, określającej rentowność podstawnych operacji otwartego rynku.